# سویل گروو (استرالیای غربی)
سویل گروو (به انگلیسی: Seville Grove) یک حومه شهر در استرالیا است که در استرالیای غربی واقع شده‌است. حومه شهر پرت، در شهر آرمادیل است.
سویل گراوو بخشی از آرمادیل بود، اما در سال ۲۰۰۲ به عنوان حومه جداگانه مشخص شد.